# 浛洸镇
浛洸镇，是中华人民共和国广东省清远市英德市下辖的一个乡镇级行政单位，位于英德市西部，东与石灰铺镇相接，南与西牛镇相邻，西与黄花镇、大湾镇毗邻，北与石牯塘镇接壤。距英德市区32公里，全镇总面积240.8平方公里，其中耕地面积3440公顷，林地面积1.1万公顷。全镇总人口7.1万人，辖14个村委会和3个社区居委会。

## 行政区划
浛洸镇下辖以下地区：
匡州社区、荷州社区、光南社区、鱼咀村、麻坜村、丰收村、三村、鱼水村、燕石村、镇南村、白米庄村、三江村、五星村、福园村、张陂村、新平村和先锋村。

## 歷史
- 參見：廣州會館

漢高祖刘邦十一年(公元前196年)，於今浛洸镇区置含洭县，此後历代朝廷接连在浛洸设郡立州。至元朝仁宗延佑元年(公元1314年)，浛洸被并入英德州。浛洸歷史上一直是英德西部的经济、文化和商贸中心，到明末清初，浛洸已有总商埠之称，管辖英西132个子商埠，舊日來自浙江、江西、福建等地的商民以及广州、肇庆等地商贩均来往此地。中日戰爭爆發后，沿连江水路避難到浛洸的人有近2万，不少避難而來的富裕廣州人落腳，將西關風情帶來此地，在鎮內河邊街、民主街兩旁，留存不少西關大屋，見證那段歲月。

## 相关链接
浛洸镇介紹